# Lista över matchresultat i Elitserien i ishockey 1993/1994
Lista över matchresultat i grundserien av Elitserien i ishockey 1993/1994. Ligan inleddes den 23 september 1993 och avslutades 15 mars 1994.
Grundserien
| Nr | Lag                | S  | V  | O | F  | GM | IM | MS  | P  |
| -- | ------------------ | -- | -- | - | -- | -- | -- | --- | -- |
| 1  | Leksands IF        | 22 | 13 | 4 | 5  | 78 | 59 | +19 | 30 |
| 2  | Malmö IF           | 22 | 11 | 5 | 6  | 91 | 78 | +13 | 27 |
| 3  | Rögle BK           | 22 | 10 | 4 | 8  | 85 | 75 | +10 | 24 |
| 4  | Västra Frölunda HC | 22 | 9  | 6 | 7  | 60 | 56 | +4  | 24 |
| 5  | Djurgårdens IF     | 22 | 10 | 4 | 8  | 66 | 66 | 0   | 24 |
| 6  | Västerås IK        | 22 | 9  | 4 | 9  | 70 | 68 | +2  | 22 |
| 7  | Brynäs IF (RM)     | 22 | 9  | 3 | 10 | 58 | 54 | +4  | 21 |
| 8  | HV71               | 22 | 8  | 5 | 9  | 60 | 61 | −1  | 21 |
| 9  | Luleå HF           | 22 | 8  | 5 | 9  | 74 | 83 | −9  | 21 |
| 10 | Modo               | 22 | 9  | 2 | 11 | 78 | 80 | −2  | 20 |
| 11 | Färjestad BK       | 22 | 7  | 4 | 11 | 66 | 73 | −7  | 18 |
| 12 | IF Björklöven      | 22 | 5  | 2 | 15 | 57 | 90 | −33 | 12 |

Fortsättningsserien
| Nr | Lag                | S  | V  | O | F  | GM  | IM  | MS  | P  |
| -- | ------------------ | -- | -- | - | -- | --- | --- | --- | -- |
| 1  | Leksands IF        | 40 | 22 | 6 | 12 | 141 | 112 | +29 | 50 |
| 2  | Brynäs IF (RM)     | 40 | 22 | 4 | 14 | 131 | 107 | +24 | 48 |
| 3  | Malmö IF           | 40 | 19 | 8 | 13 | 164 | 143 | +21 | 46 |
| 4  | Västra Frölunda HC | 40 | 18 | 8 | 14 | 122 | 117 | +5  | 44 |
| 5  | Djurgårdens IF     | 40 | 17 | 8 | 15 | 132 | 123 | +9  | 42 |
| 6  | Rögle BK           | 40 | 17 | 7 | 16 | 160 | 157 | +3  | 41 |
| 7  | Västerås IK        | 40 | 15 | 8 | 17 | 140 | 137 | +3  | 38 |
| 8  | Modo               | 40 | 17 | 4 | 19 | 141 | 151 | −10 | 38 |
| 9  | HV71               | 40 | 15 | 7 | 18 | 111 | 118 | −7  | 37 |
| 10 | Luleå HF           | 40 | 12 | 6 | 22 | 131 | 168 | −37 | 30 |

## Matcher

### Grundserien
| Datum Match Resultat Publik Spelplan Omgång 1 - 23 september 1993 IF Björklöven-Brynäs IF 0-7 (0-0, 0-5, 0-2) 3607 Umeå ishall - 23 september 1993 Luleå HF-Rögle BK 4-3 (3-0, 1-0, 0-3) 4168 Delfinen - 23 september 1993 Djurgårdens IF-Västra Frölunda HC 5-0 (1-0, 1-0, 3-0) 6271 Globen - 23 september 1993 Färjestads BK-Leksands IF 3-6 (1-1, 0-2, 2-3) 3850 Färjestads Ishall - 23 september 1993 Malmö IF-Västerås IK 5-2 (1-0, 3-1, 1-1) 4505 Malmö Isstadion - 23 september 1993 HV 71-Modo Hockey 4-5 (1-3, 2-0, 1-2) 3461 Rosenlundshallen Omgång 2 - 26 september 1993 Modo Hockey-Malmö IF 4-3 (1-2, 1-1, 2-0) 5021 Kempehallen - 26 september 1993 Västerås IK-Färjestads BK 7-2 (1-0, 3-1, 3-1) 4063 Rocklundahallen - 26 september 1993 Västra Frölunda HC-Luleå HF 2-4 (0-2, 2-1, 0-1) 7957 Scandinavium - 26 september 1993 Rögle BK-IF Björklöven 4-3 (1-1, 0-2, 3-0) 3228 Ängelholms Ishall - 26 september 1993 Brynäs IF-HV 71 4-2 (2-0, 2-0, 0-2) 4892 Gavlerinken - 28 september 1993 Leksands IF-Djurgårdens IF 3-2 (1-0, 2-2, 0-0) 6000 Leksands Isstadion Omgång 3 - 30 september 1993 IF Björklöven-Västra Frölunda HC 4-3 (1-1, 2-2, 1-0) 3441 Umeå ishall - 30 september 1993 Luleå HF-Leksands IF 4-4 (2-1, 1-2, 1-1) 4534 Delfinen - 30 september 1993 Djurgårdens IF-Västerås IK 2-3 (0-1, 2-0, 0-2) 6772 Globen - 30 september 1993 Färjestads BK-Modo Hockey 3-5 (1-3, 2-1, 0-1) 3432 Färjestads Ishall - 30 september 1993 Malmö IF-HV 71 4-3 (3-0, 0-1, 1-2) 5112 Malmö Isstadion - 30 september 1993 Rögle BK-Brynäs IF 2-5 (0-3, 1-1, 1-1) 3593 Ängelholms Ishall Omgång 4 - 3 oktober 1993 HV 71-Färjestads BK 3-2 (0-0, 3-1, 0-1) 4331 Rosenlundshallen - 3 oktober 1993 Modo Hockey-Djurgårdens IF 4-6 (1-3, 0-1, 3-2) 5470 Kempehallen - 3 oktober 1993 Västerås IK-Luleå HF 4-4 (3-3, 1-1, 0-0) 5034 Rocklundahallen - 3 oktober 1993 Leksands IF-IF Björklöven 6-1 (2-0, 3-0, 1-1) 4534 Leksands Isstadion - 3 oktober 1993 Västra Frölunda HC-Rögle BK 3-5 (0-1, 1-4, 2-0) 6512 Scandinavium - 3 oktober 1993 Brynäs IF-Malmö IF 3-4 (1-2, 2-0, 0-2) 5983 Gavlerinken Omgång 5 - 7 oktober 1993 IF Björklöven-Västerås IK 3-2 (1-0, 2-0, 0-2) 3378 Umeå ishall - 7 oktober 1993 Luleå HF-Modo Hockey 3-1 (1-1, 0-0, 2-0) 5047 Delfinen - 7 oktober 1993 Djurgårdens IF-HV 71 5-1 (2-1, 0-0, 3-0) 6714 Globen - 7 oktober 1993 Färjestads BK-Malmö IF 1-4 (1-2, 0-1, 0-1) 3609 Färjestads Ishall - 7 oktober 1993 Rögle BK-Leksands IF 2-3 (0-0, 1-0, 1-3) 3662 Ängelholms Ishall - 12 oktober 1993 Västra Frölunda HC-Brynäs IF 2-2 (1-1, 0-1, 1-0) 8429 Scandinavium Omgång 6 - 10 oktober 1993 Malmö IF-Djurgårdens IF 9-1 (2-0, 4-0, 3-1) 5641 Malmö Isstadion - 10 oktober 1993 HV 71-Luleå HF 3-0 (0-0, 1-0, 2-0) 4131 Rosenlundshallen - 10 oktober 1993 Modo Hockey-IF Björklöven 7-2 (0-1, 1-0, 6-1) 5644 Kempehallen - 10 oktober 1993 Västerås IK-Rögle BK 5-5 (0-3, 3-2, 2-0) 3915 Rocklundahallen - 10 oktober 1993 Leksands IF-Västra Frölunda HC 3-1 (2-0, 1-1, 0-0) 4433 Leksands Isstadion - 10 oktober 1993 Brynäs IF-Färjestads BK 3-0 (0-0, 2-0, 1-0) 5018 Gavlerinken Omgång 7 - 14 oktober 1993 IF Björklöven-HV 71 0-1 (0-0, 0-1, 0-0) 3572 Umeå ishall - 14 oktober 1993 Luleå HF-Malmö IF 2-2 (0-1, 1-1, 1-0) 4534 Delfinen - 14 oktober 1993 Djurgårdens IF-Färjestads BK 3-2 (0-0, 3-1, 0-1) 6682 Globen - 14 oktober 1993 Leksands IF-Brynäs IF 2-1 (1-0, 0-0, 1-1) 6447 Leksands Isstadion - 14 oktober 1993 Västra Frölunda HC-Västerås IK 2-2 (0-1, 1-0, 1-1) 6545 Scandinavium - 14 oktober 1993 Rögle BK-Modo Hockey 10-2 (5-1, 1-1, 4-0) 3106 Ängelholms Ishall Omgång 8 - 17 oktober 1993 Färjestads BK-Luleå HF 8-2 (2-1, 3-0, 3-1) 3345 Färjestads Ishall - 17 oktober 1993 Malmö IF-IF Björklöven 7-6 (3-2, 1-2, 3-2) 5100 Malmö Isstadion - 17 oktober 1993 HV 71-Rögle BK 2-2 (1-1, 0-0, 1-1) 4350 Rosenlundshallen - 17 oktober 1993 Modo Hockey-Västra Frölunda HC 0-1 (0-0, 0-1, 0-0) 3868 Kempehallen - 17 oktober 1993 Västerås IK-Leksands IF 0-4 (0-0, 0-3, 0-1) 6349 Rocklundahallen - 17 oktober 1993 Brynäs IF-Djurgårdens IF 0-3 (0-1, 0-1, 0-1) 6302 Gavlerinken Omgång 9 - 21 oktober 1993 IF Björklöven-Luleå HF 2-7 (1-3, 1-4, 0-0) 4450 Umeå ishall - 21 oktober 1993 Modo Hockey-Brynäs IF 4-3 (1-1, 3-1, 0-1) 4065 Kempehallen - 21 oktober 1993 HV 71-Västerås IK 9-4 (1-0, 2-1, 6-3) 3591 Rosenlundshallen - 21 oktober 1993 Leksands IF-Malmö IF 7-7 (3-1, 3-4, 1-2) 5159 Leksands Isstadion - 21 oktober 1993 Färjestads BK-Västra Frölunda HC 1-1 (0-0, 1-1, 0-0) 4495 Färjestads Ishall - 21 oktober 1993 Djurgårdens IF-Rögle BK 1-10 (0-3, 0-1, 1-6) 5128 Hovet, Johanneshov Omgång 10 - 24 oktober 1993 IF Björklöven-Färjestads BK 0-3 (0-2, 0-1, 0-0) 3649 Umeå ishall - 24 oktober 1993 Luleå HF-Djurgårdens IF 1-1 (0-0, 1-0, 0-1) 4381 Delfinen - 24 oktober 1993 Västerås IK-Brynäs IF 2-2 (1-1, 1-0, 0-1) 5014 Rocklundahallen - 24 oktober 1993 Leksands IF-Modo Hockey 3-4 (0-0, 0-0, 3-4) 4986 Leksands Isstadion - 24 oktober 1993 Västra Frölunda HC-HV 71 2-1 (1-0, 0-0, 1-1) 9016 Scandinavium - 24 oktober 1993 Rögle BK-Malmö IF 7-3 (1-2, 3-1, 3-0) 5001 Ängelholms Ishall Omgång 11 - 26 oktober 1993 Djurgårdens IF-IF Björklöven 6-2 (1-0, 1-1, 4-1) 3402 Hovet, Johanneshov - 26 oktober 1993 Färjestads BK-Rögle BK 4-3 (1-2, 2-1, 1-0) 3507 Färjestads Ishall - 26 oktober 1993 Malmö IF-Västra Frölunda HC 3-6 (0-1, 1-1, 2-4) 5111 Malmö Isstadion - 26 oktober 1993 HV 71-Leksands IF 2-4 (0-0, 1-2, 1-2) 4411 Rosenlundshallen - 26 oktober 1993 Modo Hockey-Västerås IK 2-4 (0-1, 2-0, 0-3) 3372 Kempehallen - 26 oktober 1993 Brynäs IF-Luleå HF 5-2 (2-0, 2-0, 1-2) 4595 Gavlerinken | Omgång 12 - 28 oktober 1993 Modo Hockey-HV 71 1-2 (0-1, 1-1, 0-0) 3746 Kempehallen - 28 oktober 1993 Västerås IK-Malmö IF 6-3 (3-1, 1-1, 2-1) 3904 Rocklundahallen - 28 oktober 1993 Leksands IF-Färjestads BK 3-2 (1-0, 1-2, 1-0) 4126 Leksands Isstadion - 28 oktober 1993 Västra Frölunda HC-Djurgårdens IF 2-4 (1-3, 1-1, 0-0) 10231 Scandinavium - 28 oktober 1993 Rögle BK-Luleå HF 2-1 (1-1, 0-0, 1-0) 3980 Ängelholms Ishall - 28 oktober 1993 Brynäs IF-IF Björklöven 3-1 (2-0, 0-0, 1-1) 4551 Gavlerinken Omgång 13 - 19 oktober 1993 Djurgårdens IF-Leksands IF 1-1 (1-0, 0-0, 0-1) 13125 Globen - 31 oktober 1993 IF Björklöven-Rögle BK 8-2 (4-0, 2-2, 2-0) 3266 Umeå ishall - 31 oktober 1993 Luleå HF-Västra Frölunda HC 3-5 (0-2, 1-1, 2-2) 3915 Delfinen - 31 oktober 1993 Färjestads BK-Västerås IK 5-3 (1-1, 2-1, 2-1) 4004 Färjestads Ishall - 31 oktober 1993 Malmö IF-Modo Hockey 1-1 (1-0, 0-0, 0-1) 5331 Malmö Isstadion - 31 oktober 1993 HV 71-Brynäs IF 1-4 (1-0, 0-2, 0-2) 4361 Rosenlundshallen Omgång 14 - 2 november 1993 HV 71-Malmö IF 2-4 (0-2, 2-2, 0-0) 4152 Rosenlundshallen - 2 november 1993 Modo Hockey-Färjestads BK 2-4 (0-1, 1-3, 1-0) 3671 Kempehallen - 2 november 1993 Västerås IK-Djurgårdens IF 3-1 (0-1, 0-0, 3-0) 5831 Rocklundahallen - 2 november 1993 Leksands IF-Luleå HF 4-6 (1-0, 2-4, 1-2) 4865 Leksands Isstadion - 2 november 1993 Västra Frölunda HC-IF Björklöven 2-1 (1-0, 1-1, 0-0) 9622 Scandinavium - 2 november 1993 Brynäs IF-Rögle BK 0-0 (0-0, 0-0, 0-0) 5401 Gavlerinken Omgång 15 - 8 november 1993 Malmö IF-Brynäs IF 4-1 (0-0, 1-0, 3-1) 5312 Malmö Isstadion - 14 november 1993 IF Björklöven-Leksands IF 5-2 (0-1, 3-0, 2-1) 3474 Umeå ishall - 14 november 1993 Luleå HF-Västerås IK 5-6 (1-2, 4-2, 0-2) 3813 Delfinen - 14 november 1993 Djurgårdens IF-Modo Hockey 4-3 (3-2, 0-0, 1-1) 8642 Globen - 14 november 1993 Färjestads BK-HV 71 3-3 (1-2, 1-1, 1-0) 3660 Färjestads Ishall - 14 november 1993 Rögle BK-Västra Frölunda HC 4-4 (2-0, 1-2, 1-2) 4020 Ängelholms Ishall Omgång 16 - 18 november 1993 Malmö IF-Färjestads BK 5-5 (3-0, 1-3, 1-2) 4760 Malmö Isstadion - 18 november 1993 HV 71-Djurgårdens IF 4-4 (1-1, 0-2, 3-1) 4280 Rosenlundshallen - 18 november 1993 Modo Hockey-Luleå HF 9-3 (2-1, 3-1, 4-1) 3616 Kempehallen - 18 november 1993 Västerås IK-IF Björklöven 5-1 (2-0, 0-1, 3-0) 3918 Rocklundahallen - 18 november 1993 Leksands IF-Rögle BK 4-6 (2-1, 2-1, 0-4) 4446 Leksands Isstadion - 18 november 1993 Brynäs IF-Västra Frölunda HC 3-5 (0-1, 2-1, 1-3) 4490 Gavlerinken Omgång 17 - 21 november 1993 IF Björklöven-Modo Hockey 3-3 (0-1, 3-2, 0-0) 4450 Umeå ishall - 21 november 1993 Luleå HF-HV 71 3-3 (0-0, 1-1, 2-2) 3581 Delfinen - 21 november 1993 Djurgårdens IF-Malmö IF 4-4 (0-1, 1-3, 3-0) 9105 Globen - 21 november 1993 Färjestads BK-Brynäs IF 2-1 (0-0, 2-1, 0-0) 4025 Färjestads Ishall - 21 november 1993 Västra Frölunda HC-Leksands IF 3-3 (0-1, 1-1, 2-1) 11871 Scandinavium - 21 november 1993 Rögle BK-Västerås IK 3-2 (1-0, 0-1, 2-1) 3062 Ängelholms Ishall Omgång 18 - 25 november 1993 Färjestads BK-Djurgårdens IF 6-2 (1-0, 3-2, 2-0) 4537 Färjestads Ishall - 25 november 1993 Malmö IF-Luleå HF 6-4 (2-1, 3-2, 1-1) 4362 Malmö Isstadion - 25 november 1993 HV 71-IF Björklöven 4-3 (3-2, 1-1, 0-0) 3647 Rosenlundshallen - 25 november 1993 Modo Hockey-Rögle BK 8-3 (3-1, 2-2, 3-0) 3749 Kempehallen - 25 november 1993 Västerås IK-Västra Frölunda HC 0-1 (0-0, 0-0, 0-1) 3648 Rocklundahallen - 25 november 1993 Brynäs IF-Leksands IF 1-3 (0-0, 0-0, 1-3) 7486 Gavlerinken Omgång 19 - 28 november 1993 IF Björklöven-Malmö IF 4-2 (1-0, 1-1, 2-1) 2438 Umeå ishall - 28 november 1993 Luleå HF-Färjestads BK 4-3 (1-2, 3-1, 0-0) 3986 Delfinen - 28 november 1993 Leksands IF-Västerås IK 4-3 (1-0, 1-2, 2-1) 4084 Leksands Isstadion - 28 november 1993 Västra Frölunda HC-Modo Hockey 7-2 (1-1, 0-0, 6-1) 8138 Scandinavium - 28 november 1993 Rögle BK-HV 71 3-2 (1-1, 2-0, 0-1) 2926 Ängelholms Ishall - 30 november 1993 Djurgårdens IF-Brynäs IF 1-2 (1-1, 0-1, 0-0) 13850 Globen Omgång 20 - 2 december 1993 Luleå HF-IF Björklöven 6-3 (4-1, 1-2, 1-0) 3972 Delfinen - 2 december 1993 Rögle BK-Djurgårdens IF 1-3 (0-1, 0-0, 1-2) 2936 Ängelholms Ishall - 2 december 1993 Västra Frölunda HC-Färjestads BK 5-1 (3-0, 0-1, 2-0) 11365 Scandinavium - 2 december 1993 Malmö IF-Leksands IF 2-4 (0-2, 1-2, 1-0) 5117 Malmö Isstadion - 2 december 1993 Västerås IK-HV 71 2-3 (0-1, 0-1, 2-1) 2911 Rocklundahallen - 2 december 1993 Brynäs IF-Modo Hockey 3-10 (2-1, 0-7, 1-2) 4553 Gavlerinken Omgång 21 - 5 december 1993 Djurgårdens IF-Luleå HF 3-4 (2-1, 1-2, 0-1) 7364 Globen - 5 december 1993 Färjestads BK-IF Björklöven 4-4 (2-1, 1-1, 1-2) 3671 Färjestads Ishall - 5 december 1993 Malmö IF-Rögle BK 6-4 (1-0, 2-2, 3-2) 5652 Malmö Isstadion - 5 december 1993 HV 71-Västra Frölunda HC 2-2 (0-1, 1-1, 1-0) 4361 Rosenlundshallen - 5 december 1993 Modo Hockey-Leksands IF 0-5 (0-1, 0-2, 0-2) 4868 Kempehallen - 5 december 1993 Brynäs IF-Västerås IK 1-2 (0-0, 1-1, 0-1) 5193 Gavlerinken Omgång 22 - 9 december 1993 IF Björklöven-Djurgårdens IF 1-4 (0-2, 0-0, 1-2) 2374 Umeå ishall - 9 december 1993 Luleå HF-Brynäs IF 2-4 (1-1, 0-2, 1-1) 4704 Delfinen - 9 december 1993 Västerås IK-Modo Hockey 3-1 (2-1, 0-0, 1-0) 5036 Rocklundahallen - 9 december 1993 Leksands IF-HV 71 0-3 (0-0, 0-2, 0-1) 4114 Leksands Isstadion - 9 december 1993 Västra Frölunda HC-Malmö IF 1-3 (0-0, 0-3, 1-0) 11561 Scandinavium - 9 december 1993 Rögle BK-Färjestads BK 4-2 (0-0, 2-1, 2-1) 3382 Ängelholms Ishall |

### Fortsättningsserien
| Datum Match Resultat Publik Spelplan Omgång 23 - 4 januari 1994 Västra Frölunda HC-Djurgårdens IF 5-1 (1-1, 2-0, 2-0) 7683 Scandinavium - 6 januari 1994 Leksands IF-Rögle BK 9-3 (3-2, 3-0, 3-1) 4469 Leksands Isstadion - 6 januari 1994 Modo Hockey-Västerås IK 4-0 (2-0, 1-0, 1-0) 3437 Kempehallen - 6 januari 1994 Luleå HF-Malmö IF 4-3 (0-0, 2-1, 2-2) 3769 Delfinen - 6 januari 1994 HV 71-Brynäs IF 2-4 (2-1, 0-2, 0-1) 4121 Rosenlundshallen Omgång 24 - 9 januari 1994 Brynäs IF-Västra Frölunda HC 2-0 (0-0, 1-0, 1-0) 4253 Gavlerinken - 9 januari 1994 Djurgårdens IF-Luleå HF 6-1 (4-0, 1-0, 1-1) 5223 Globen - 9 januari 1994 Malmö IF-Modo Hockey 9-6 (4-1, 2-3, 3-2) 4296 Malmö Isstadion - 9 januari 1994 Västerås IK-Rögle BK 11-7 (3-1, 4-2, 4-4) 3305 Rocklundahallen - 9 januari 1994 HV 71-Leksands IF 4-3 (1-1, 1-2, 2-0) 4112 Rosenlundshallen Omgång 25 - 11 januari 1994 Rögle BK-Malmö IF 5-4 (2-0, 2-2, 1-2) 4191 Ängelholms Ishall - 11 januari 1994 Modo Hockey-Djurgårdens IF 3-2 (0-1, 3-1, 0-0) 3149 Kempehallen - 11 januari 1994 Luleå HF-Brynäs IF 3-4 (2-2, 1-0, 0-2) 3696 Delfinen - 11 januari 1994 Västra Frölunda HC-HV 71 5-2 (2-1, 2-0, 1-1) 7588 Scandinavium - 11 januari 1994 Västerås IK-Leksands IF 2-2 (0-1, 0-1, 2-0) 4772 Rocklundahallen Omgång 26 - 13 januari 1994 HV 71-Luleå HF 4-2 (1-1, 1-0, 2-1) 3251 Rosenlundshallen - 13 januari 1994 Brynäs IF-Modo Hockey 6-2 (2-0, 1-0, 3-2) 4325 Gavlerinken - 13 januari 1994 Djurgårdens IF-Rögle BK 5-1 (2-0, 3-0, 0-1) 4121 Globen - 13 januari 1994 Malmö IF-Västerås IK 5-5 (1-1, 0-2, 4-2) 4325 Malmö Isstadion - 13 januari 1994 Leksands IF-Västra Frölunda HC 5-1 (1-0, 3-1, 1-0) 3436 Leksands Isstadion Omgång 27 - 16 januari 1994 Rögle BK-Brynäs IF 3-4 (1-1, 0-0, 2-3) 3666 Ängelholms Ishall - 16 januari 1994 Modo Hockey-Leksands IF 3-0 (1-0, 1-0, 1-0) 3788 Kempehallen - 16 januari 1994 Luleå HF-Västra Frölunda HC 4-4 (1-1, 3-2, 0-1) 3568 Delfinen - 16 januari 1994 Malmö IF-HV 71 4-2 (4-0, 0-2, 0-0) 4702 Malmö Isstadion - 16 januari 1994 Västerås IK-Djurgårdens IF 5-5 (1-3, 3-1, 1-1) 5112 Rocklundahallen Omgång 28 - 18 januari 1994 Västra Frölunda HC-Modo Hockey 5-6 (3-4, 1-2, 1-0) 6536 Scandinavium - 18 januari 1994 HV 71-Rögle BK 3-3 (0-0, 1-1, 2-2) 3470 Rosenlundshallen - 18 januari 1994 Brynäs IF-Västerås IK 3-2 (0-0, 1-0, 2-2) 3893 Gavlerinken - 18 januari 1994 Djurgårdens IF-Malmö IF 5-5 (2-2, 1-2, 2-1) 6262 Globen - 18 januari 1994 Leksands IF-Luleå HF 3-2 (1-1, 1-1, 1-0) 2547 Leksands Isstadion Omgång 29 - 20 januari 1994 Modo Hockey-Rögle BK 6-4 (2-1, 2-2, 2-1) 3062 Kempehallen - 20 januari 1994 Luleå HF-Västerås IK 6-3 (2-1, 2-2, 2-0) 3504 Delfinen - 20 januari 1994 Västra Frölunda HC-Malmö IF 5-2 (1-1, 2-1, 2-0) 8856 Scandinavium - 20 januari 1994 HV 71-Djurgårdens IF 4-3 (0-0, 2-3, 2-0) 3705 Rosenlundshallen - 20 januari 1994 Leksands IF-Brynäs IF 2-2 (2-1, 0-0, 0-1) 5197 Leksands Isstadion Omgång 30 - 23 januari 1994 Rögle BK-Västra Frölunda HC 4-4 (2-2, 0-2, 2-0) 3420 Ängelholms Ishall - 23 januari 1994 Modo Hockey-Luleå HF 8-5 (1-1, 4-2, 3-2) 4093 Kempehallen - 23 januari 1994 Djurgårdens IF-Leksands IF 2-4 (0-0, 1-3, 1-1) 12328 Globen - 23 januari 1994 Malmö IF-Brynäs IF 5-4 (2-1, 1-0, 2-3) 5517 Malmö Isstadion - 23 januari 1994 Västerås IK-HV 71 3-1 (0-0, 0-0, 3-1) 3257 Rocklundahallen Omgång 31 - 25 januari 1994 Luleå HF-Rögle BK 1-3 (1-0, 0-2, 0-1) 3673 Delfinen - 25 januari 1994 Västra Frölunda HC-Västerås IK 5-1 (0-0, 3-1, 2-0) 6356 Scandinavium - 25 januari 1994 HV 71-Modo Hockey 4-1 (1-0, 1-1, 2-0) 3537 Rosenlundshallen - 25 januari 1994 Brynäs IF-Djurgårdens IF 4-5 (2-0, 1-3, 1-2) 5549 Gavlerinken - 25 januari 1994 Leksands IF-Malmö IF 4-2 (2-0, 1-0, 1-2) 3869 Leksands Isstadion | Omgång 32 - 27 januari 1994 Brynäs IF-HV 71 4-2 (0-1, 3-1, 1-0) 4387 Gavlerinken - 27 januari 1994 Djurgårdens IF-Västra Frölunda HC 6-1 (1-1, 3-0, 2-0) 5684 Globen - 27 januari 1994 Malmö IF-Luleå HF 5-1 (3-0, 0-0, 2-1) 4307 Malmö Isstadion - 27 januari 1994 Västerås IK-Modo Hockey 5-1 (0-0, 0-1, 5-0) 3606 Rocklundahallen - 27 januari 1994 Rögle BK-Leksands IF 4-2 (1-1, 1-1, 2-0) 3840 Ängelholms Ishall Omgång 33 - 30 januari 1994 Rögle BK-Västerås IK 5-3 (1-0, 1-1, 3-2) 3010 Ängelholms Ishall - 30 januari 1994 Modo Hockey-Malmö IF 7-3 (1-0, 2-0, 4-3) 4133 Kempehallen - 30 januari 1994 Luleå HF-Djurgårdens IF 5-4 (1-0, 3-2, 1-2) 4051 Delfinen - 30 januari 1994 Västra Frölunda HC-Brynäs IF 5-2 (3-1, 1-1, 1-0) 11748 Scandinavium - 30 januari 1994 Leksands IF-HV 71 4-3 (1-0, 0-0, 3-3) 3092 Leksands Isstadion Omgång 34 - 1 februari 1994 HV 71-Västra Frölunda HC 5-1 (1-0, 3-1, 1-0) 4021 Rosenlundshallen - 1 februari 1994 Brynäs IF-Luleå HF 5-1 (2-0, 1-1, 2-0) 4060 Gavlerinken - 1 februari 1994 Djurgårdens IF-Modo Hockey 5-1 (1-1, 2-0, 2-0) 6725 Globen - 1 februari 1994 Malmö IF-Rögle BK 4-1 (1-1, 0-0, 3-0) 5788 Malmö Isstadion - 1 februari 1994 Leksands IF-Västerås IK 7-4 (1-0, 3-1, 3-3) 3145 Leksands Isstadion Omgång 35 - 3 mars 1994 Rögle BK-Djurgårdens IF 6-1 (5-0, 1-1, 0-0) 2817 Ängelholms Ishall - 3 mars 1994 Modo Hockey-Brynäs IF 3-2 (0-1, 0-0, 3-1) 4788 Kempehallen - 3 mars 1994 Luleå HF-HV 71 3-6 (1-2, 0-2, 2-2) 3641 Delfinen - 3 mars 1994 Västra Frölunda HC-Leksands IF 3-2 (1-1, 2-1, 0-0) 11628 Scandinavium - 3 mars 1994 Västerås IK-Malmö IF 5-2 (0-0, 1-2, 4-0) 4130 Rocklundahallen Omgång 36 - 6 mars 1994 Västra Frölunda HC-Luleå HF 5-3 (4-2, 1-1, 0-0) 5741 Scandinavium - 6 mars 1994 HV 71-Malmö IF 2-3 (1-0, 0-2, 1-1) 3919 Rosenlundshallen - 6 mars 1994 Brynäs IF-Rögle BK 6-3 (1-2, 5-0, 0-1) 3978 Gavlerinken - 6 mars 1994 Djurgårdens IF-Västerås IK 1-1 (1-0, 0-0, 0-1) 7086 Globen - 6 mars 1994 Leksands IF-Modo Hockey 3-0 (2-0, 0-0, 1-0) 4344 Leksands Isstadion Omgång 37 - 7 mars 1994 Malmö IF-Djurgårdens IF 2-2 (2-1, 0-0, 0-1) 4489 Malmö Isstadion - 8 mars 1994 Rögle BK-HV 71 3-5 (2-1, 1-1, 0-3) 2792 Ängelholms Ishall - 8 mars 1994 Modo Hockey-Västra Frölunda HC 2-5 (0-0, 1-1, 1-4) 3533 Kempehallen - 8 mars 1994 Luleå HF-Leksands IF 2-5 (0-1, 0-2, 2-2) 3336 Delfinen - 8 mars 1994 Västerås IK-Brynäs IF 4-6 (2-1, 1-2, 1-3) 4239 Rocklundahallen Omgång 38 - 10 mars 1994 Rögle BK-Modo Hockey 6-6 (1-0, 2-6, 3-0) 3678 Ängelholms Ishall - 10 mars 1994 Brynäs IF-Leksands IF 4-3 (1-1, 1-1, 2-1) 6713 Gavlerinken - 10 mars 1994 Djurgårdens IF-HV 71 3-0 (2-0, 0-0, 1-0) 5528 Globen - 10 mars 1994 Malmö IF-Västra Frölunda HC 5-0 (2-0, 1-0, 2-0) 4248 Malmö Isstadion - 10 mars 1994 Västerås IK-Luleå HF 6-4 (1-1, 4-1, 1-2) 3066 Rocklundahallen Omgång 39 - 13 mars 1994 Luleå HF-Modo Hockey 6-3 (3-1, 1-0, 2-2) 3703 Delfinen - 13 mars 1994 Västra Frölunda HC-Rögle BK 4-6 (1-2, 1-1, 2-3) 6952 Scandinavium - 13 mars 1994 HV 71-Västerås IK 1-7 (1-1, 0-5, 0-1) 4189 Rosenlundshallen - 13 mars 1994 Brynäs IF-Malmö IF 5-3 (1-1, 1-2, 3-0) 5237 Gavlerinken - 13 mars 1994 Leksands IF-Djurgårdens IF 3-5 (2-2, 0-0, 1-3) 4043 Leksands Isstadion Omgång 40 - 15 mars 1994 Rögle BK-Luleå HF 8-4 (3-2, 3-2, 2-0) 2744 Ängelholms Ishall - 15 mars 1994 Modo Hockey-HV 71 1-1 (1-0, 0-0, 0-1) 5055 Kempehallen - 15 mars 1994 Djurgårdens IF-Brynäs IF 5-6 (0-2, 2-3, 3-1) 9054 Globen - 15 mars 1994 Malmö IF-Leksands IF 7-2 (0-2, 4-0, 3-0) 4769 Malmö Isstadion - 15 mars 1994 Västerås IK-Västra Frölunda HC 3-4 (1-1, 1-2, 1-1) 3435 Rocklundahallen |